# Makasar (plaats)
Makasar is een plaats (wijk) - (kelurahan) in het bestuurlijke gebied Makasar, Jakarta Timur (Oost-Jakarta) in de provincie Jakarta, Indonesië. De plaats telt 35.228 inwoners (volkstelling 2010).